# Maastrichterstraat (Hasselt)

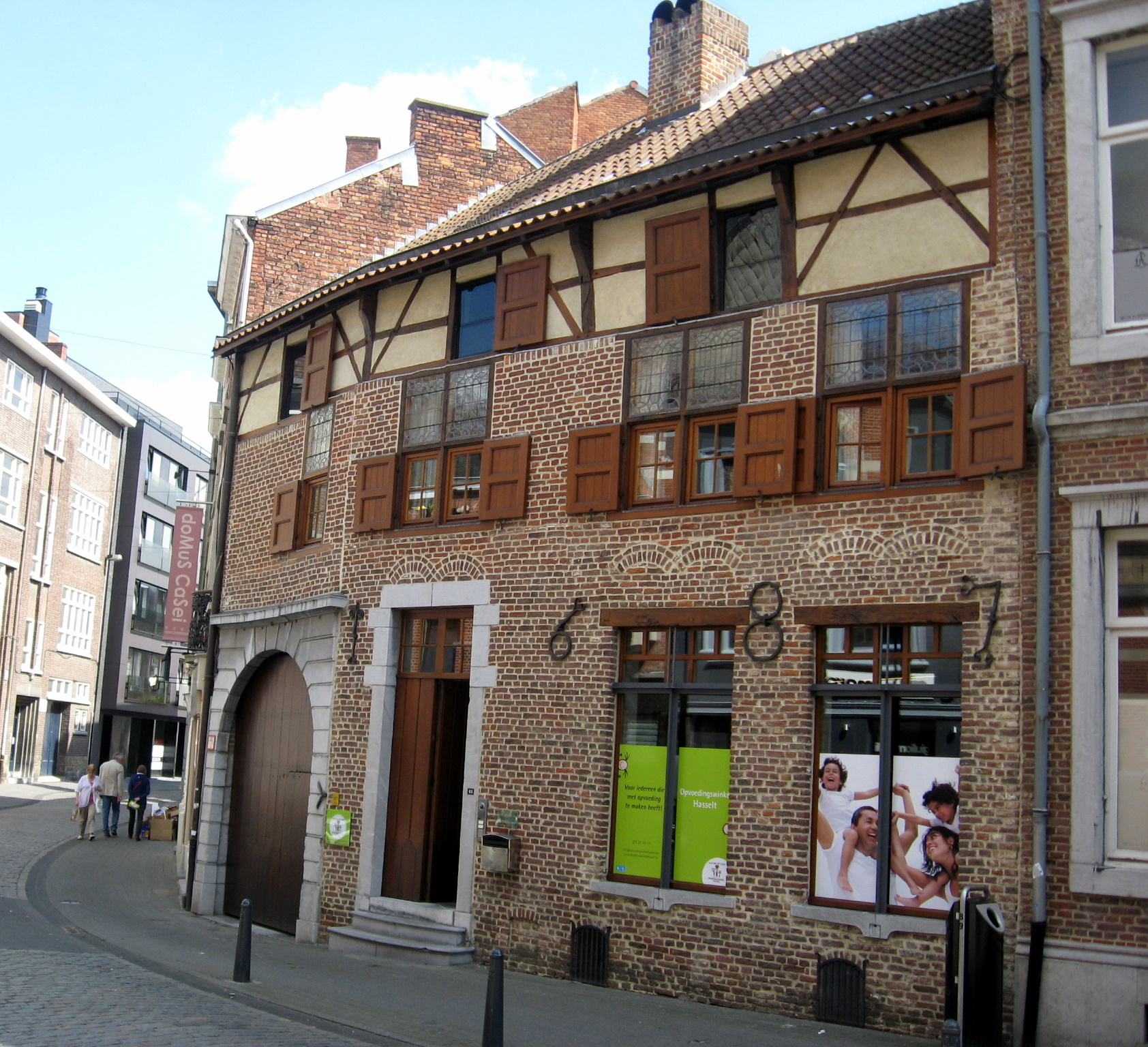
Huis "De Pasteye" in de Maastrichterstraat

De Maastrichterstraat is een straat in het centrum van de Belgische stad Hasselt, die van de Grote Markt in oostelijke richting loopt, naar de voormalige Maastrichterpoort.
De straat, die een zeer bochtig verloop kent, werd in de 14e eeuw vermeld als den alden steenwegh of als straet die naar Tricht gaet. Ze bestond uit drie delen: die Corte Trichterstraete, van de Grote Markt tot de Kleine Capucienenstraat (nu: Capucienenplein), die rechte Trichterstraete van de Kleine naar de Grote Capucienenstraat, en die Trichterpoorte van de Grote Capucienenstraat naar de Maastrichterpoort.
Tegenwoordig is het gedeelte van de Grote Markt tot de Sint-Jozefstraat een winkelstraat met oorspronkelijk 19e-eeuwse gevels waarvan echter de begane grond meestal ingrijpend gewijzigd is. Veel huizen hebben een oudere kern.
Het tweede gedeelte loopt tot de Guido Gezellestraat en heeft, naast grootschalige bebouwing, ook burger- en herenhuizen uit de 19e en begin 20e eeuw. Het derde gedeelte is breder, en daar vindt men 19e-eeuwse burgerhuizen en ook enkele neoclassicistische herenhuizen.
Naast het aanzienlijke Refugehuis van de abdij van Herkenrode, aan Maastrichterstraat 100, zijn onder meer de volgende monumenten aanwezig:
- Waerdenhof, aan Maastrichterstraat 85, uit 1675
- Huis De Pasteye, aan Maastrichterstraat 65, uit 1687 met oudere houtbouw
- Huis De Reyger, aan Maastrichterstraat 96, uit 1782
- Hotel de Corswarem, aan Maastrichterstraat 63, uit 1860
- Huis De Valck, aan Maastrichterstraat 1-3

Verder stond in de straat het geboortehuis van de beeldsnijder Daniël van Vlierden.